# Тіт Юній Брут
Тіт Юній Брут (*Titus Junius Brutus, бл. 125 до н. е. —після 85 до н. е.) — політичний діяч часів Римської республіки, відомий свого часу красномовець.

## Життєпис
Походив з роду нобілів Юніїв Брут. Син Луція Юнія Брута та Ліцинії Дамасіппи. Старший брат маріанця Луція Юнія Брута Дамасіппи. Був гарним красномовцем і мав повагу в суспільстві.
Обіймав декілька разів посаду плебейського трибуна між 95 та 85 роками до н. е. У 90 році до н. е. притягнув до суду обраного претора Публія Секстія за підкуп виборців і домігся його засудження. Після 85 року до н. е. не обіймав більш високих посад через погане здоров'я.